# 青山沟镇
青山沟镇，是中华人民共和国辽宁省丹东市宽甸满族自治县下辖的一个乡镇级行政单位。

## 行政区划
青山沟镇下辖以下地区：
青山沟村、钟家堡村、青山湖村和飞瀑涧村。